# Albert Meyong Ze
Albert Meyong Ze, född 19 oktober 1980 i Yaoundé, är en kameruansk före detta fotbollsspelare. Han spelade bland annat för Kabuscorp i Angola. 
Han har tidigare spelat för italienska klubben Ravenna Calcio och de portugisiska klubbarna Vitória FC "de Setúbal" och CF Os Belenenses. Med Vitória, har han vunnit portugisiska cupen, efter att ha gjort segermålet mot SL Benfica, och var ligans bästa målskytt med Belenenses, trots klubbens slutplacering bland de 4 sämsta. 